# Barringtonia revoluta
Barringtonia revoluta là một loài thực vật có hoa trong họ Lecythidaceae. Loài này được Merr. mô tả khoa học đầu tiên năm 1906.